# Науково-дослідна установа
Науково-дослідна установа — установа, для якої наукова або науково-технічна діяльність є основою і становить понад 70 % загального річного обсягу виконаних робіт. Діє на підставі статуту, що затверджується у встановленому порядку. Правовий статус науково-дослідної установи визначений Законом України «Про наукову і науково-технічну діяльність» (1998, зі змінами та доповненнями 2000).

## Приклади
До науково-дослідних установ юридичного профілю належать Інститут держави і права імені В. М. Корецького НАН України, Інститут законодавства ВР України, Всеукраїнський науковий інститут селекції та інші.